# Hard Power

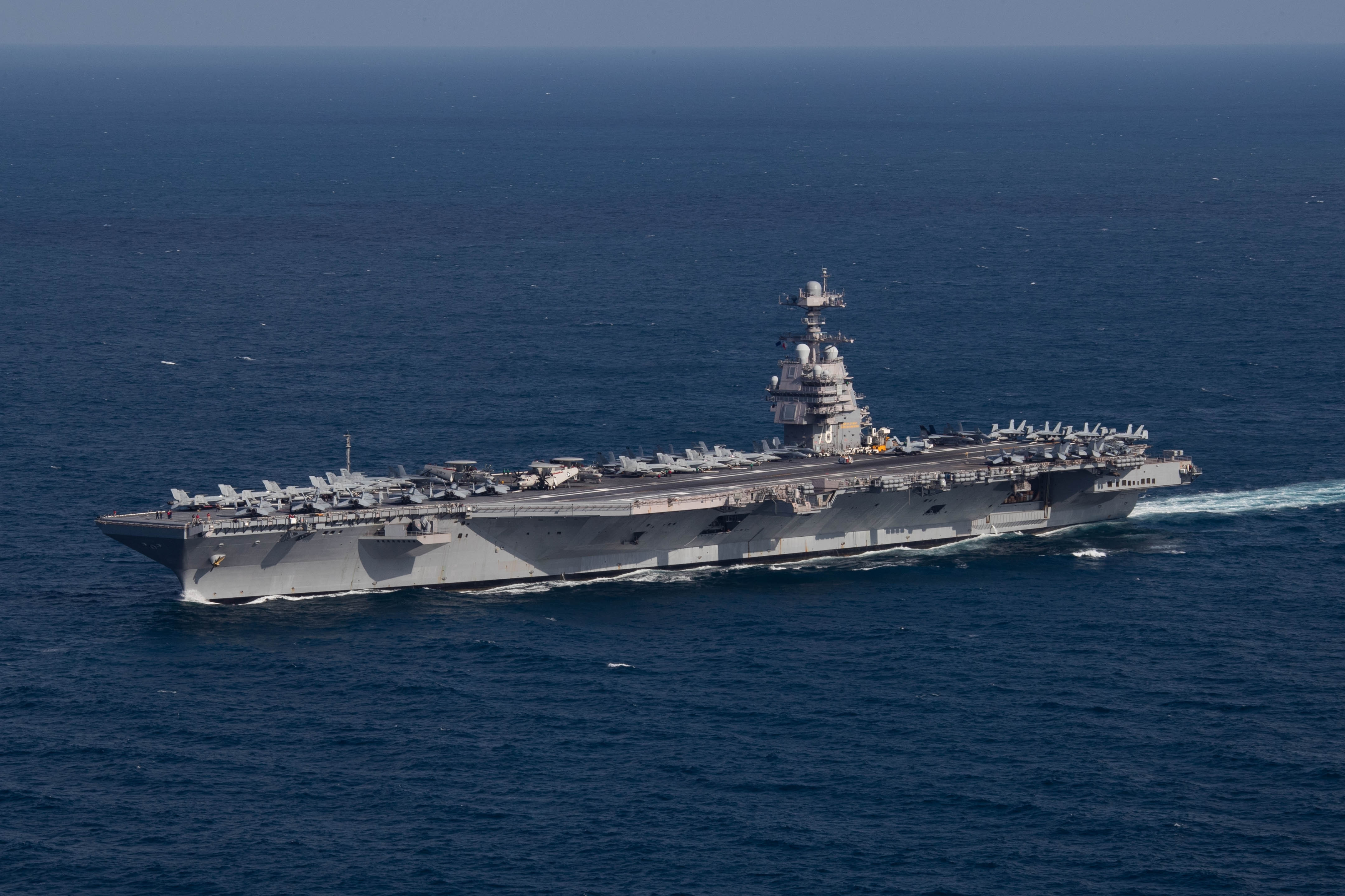
Flugzeugträger sind aufgrund ihrer Größe und Kosten ein Symbol für Hard Power.

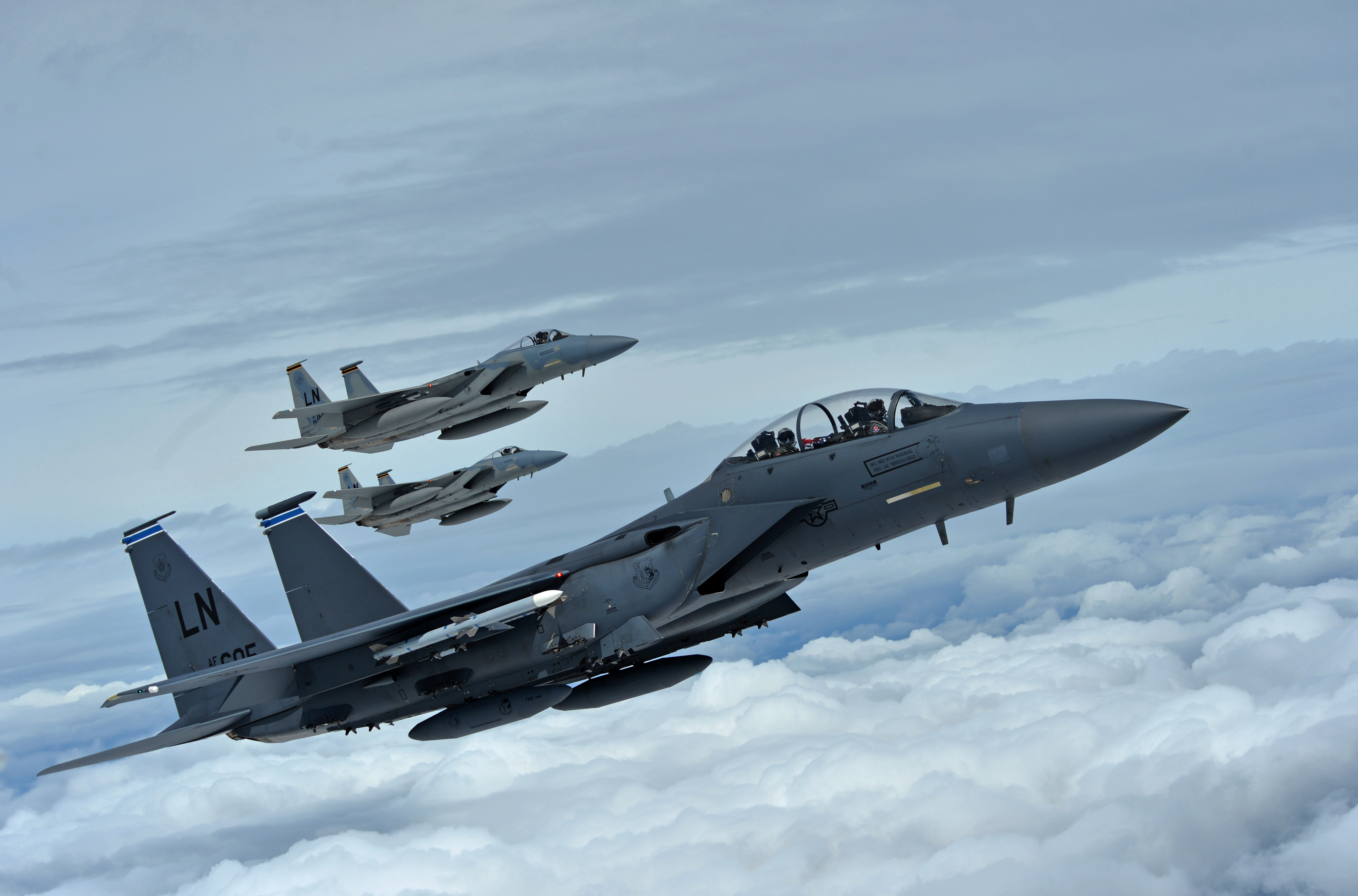
Die Fähigkeit Ziele weltweit zu „neutralisieren“ ist ebenfalls ein wichtiger Faktor für globale Hard Power

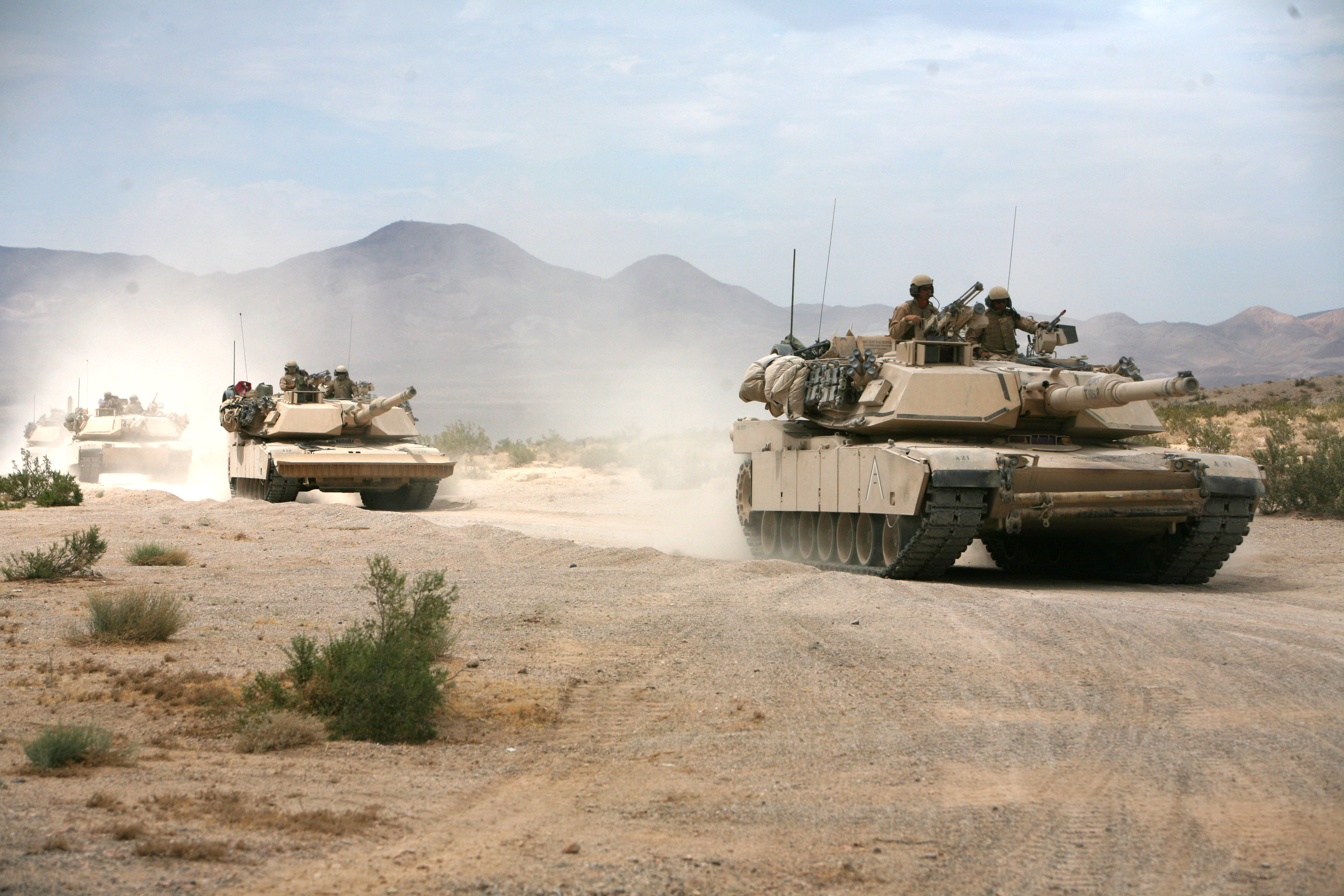
Landstreitkräfte bei einer Intervention

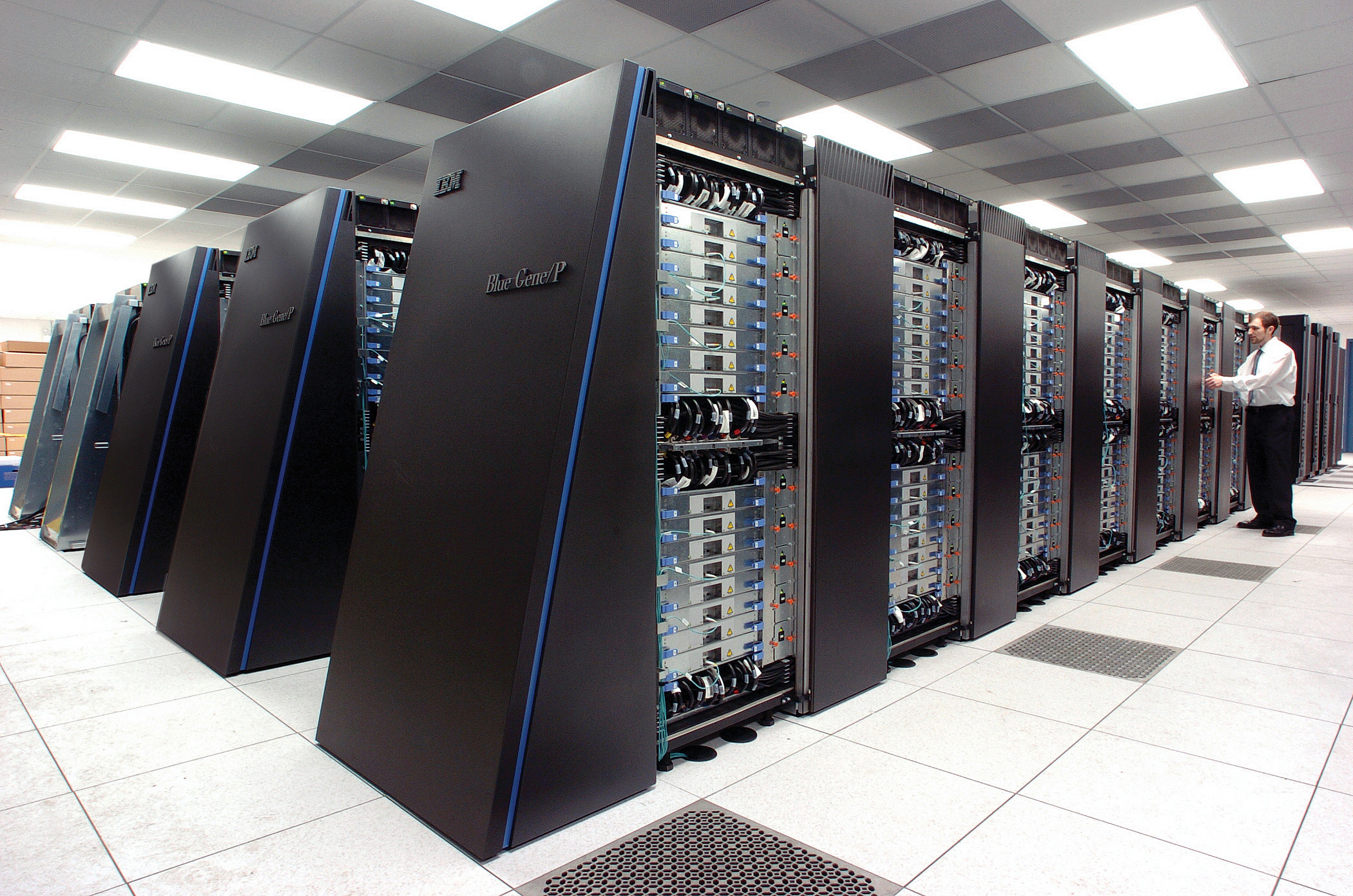
Supercomputer wie sie zum Brechen von Verschlüsselungen und dem Verarbeiten großer Datenmengen verwendet werden

Hard Power, im Deutschen auch als harte Macht bezeichnet, ist ein politikwissenschaftlicher Begriff, der die politische Machtausübung (insbesondere die Einflussnahme internationaler Beziehungen) auf Grundlage militärischer und wirtschaftlicher Überlegenheit. Diese Form der politischen Macht ist oft aggressiv (Zwang) und am unmittelbarsten wirksam, wenn sie von einem politischen Gremium einem anderen mit weniger militärischer und/oder wirtschaftlicher Macht aufgezwungen wird. Hard Power steht im Gegensatz zu Soft Power, die sich aus Diplomatie, Kultur und Geschichte ergibt.
Joseph Nye zufolge umfasst harte Macht „die Fähigkeit, andere mit Zuckerbrot und Peitsche wirtschaftlicher und militärischer Macht dazu zu bringen, sich dem eigenen Willen zu beugen“. „Zuckerbrot“ steht dabei für Anreize wie den Abbau von Handelsschranken, das Angebot eines Bündnisses oder das Versprechen militärischen Schutzes. (z. B.: NATO usw.) Auf der anderen Seite steht die „Peitsche“ für Drohungen – einschließlich des Einsatzes von Zwangsdiplomatie, der Androhung militärischer Interventionen oder der Verhängung von Wirtschaftssanktionen. Ernest Wilson beschreibt harte Macht als die Fähigkeit, „eine andere Partei dazu zu zwingen, in einer Weise zu handeln, in der diese Partei andernfalls nicht gehandelt hätte“.

## Geschichte
Während die Existenz von Hard Power schon lange bekannt ist, entstand der Begriff selbst, als Joseph Nye Soft Power als eine neue und andere Form der Macht in der Außenpolitik eines souveränen Staates prägte. Nach der Theorie der internationalen Beziehungen ist Macht mit dem Besitz bestimmter greifbarer Ressourcen verbunden, darunter Bevölkerung, Territorium, natürliche Ressourcen, wirtschaftliche und militärische Stärke und vieles mehr. Harte Macht beschreibt die Fähigkeit einer Nation oder eines politischen Gremiums, wirtschaftliche Anreize oder militärische Stärke einzusetzen, um das Verhalten anderer Akteure zu beeinflussen.
Hard Power umfasst ein breites Spektrum an Zwangsmaßnahmen wie Zwangsdiplomatie, Wirtschaftssanktionen, Militäraktionen und die Bildung von Militärbündnissen zur Abschreckung und gegenseitigen Verteidigung. Hard Power kann eingesetzt werden, um eine politische Hegemonie oder ein Machtgleichgewicht herzustellen oder zu verändern. Obwohl sich der Begriff Hard Power im Allgemeinen auf die Diplomatie bezieht, kann er auch zur Beschreibung von Verhandlungsformen verwendet werden, die Druck oder Drohungen als Druckmittel einsetzen.

## Aspekte
Hard Power umfasst mehrere Aspekte. Unter dem Begriff wird sowohl die militärische sowie auch die wirtschaftliche Macht eines Staats bezeichnet. Besonders im globalen bzw. internationalen Vergleich wird jedoch hauptsächlich die militärische Stärke betrachtet. Zu dieser zählen die Fähigkeiten eines Landes, über seine Grenzen hinaus Einfluss auf andere nehmen zu können.
Im 21. Jahrhundert sind dafür besonders die militärischen Fähigkeiten in vier Feldern ausschlaggebend:
- Seestreitkräfte
  - Flugzeugträger
  - Zerstörer
  - Kreuzer
  - Fregatten
  - Korvette
  - U-Boote
- Luftstreitkräfte
  - Kampfflugzeuge
  - Transportflugzeuge
  - Tankflugzeuge
  - Aufklärungsflugzeuge und Satelliten
  - Interkontinentalraketen
  - Hubschrauber
- Landstreitkräfte
  - Panzer
  - Geschütze
  - Truppentransporter
- Digitalstreitkräfte
  - Supercomputer
  - Netzwerkknotenpunkte

## Anwendung
Es gibt weltweit mehrere Länder die Hard Power ausüben. Dabei kann grob in lokale und globale Mächte unterschieden werden.

### Vereinigte StaatenVereinigte Staaten
Mit einem jährlichen Budget von mehr als 849,8 Milliarden USD (Stand 2025) für das Department of Defense unterhalten die Vereinigten Staaten das stärkste Militär der Welt. Die Vereinigten Staaten verfügen mit Herstellern wie Lockheed-Martin, Northrop Grumman, Boeing, Raytheon Technologies, General Dynamics, General Electric und Oshkosh ebenfalls über einen der größten und fortschrittlichsten militärisch-industrieller Komplexe der Welt.

### Europaische UnionEuropäische Union
Die EU bzw. die EU-Staaten steigerten ihr Verteidigungsbudget seit 2021 um rund 30 % auf 326 Milliarden EUR (Stand 2025). Bis 2027 soll das jährliche Verteidigungsbudget um weitere 100 Milliarden Euro aufgestockt werden. Die EU verfügt mit Herstellern wie Airbus, Leonardo, Rheinmetall, Safran, Dassault Aviation, BAE Systems, Saab, Naval Group und Thales ebenfalls über einige der weltweit größten und fortschrittlichsten militärisch-industriellen Konzerne.

### China VolksrepublikVolksrepublik China
Auch die Volksrepublik China verfügt mit einem jährlichen Verteidigungsbudget von mehr als 1,78 Billionen CNY (umgerechnet 246 Milliarden USD) über eines der größten Militäre der Welt.